# Fennimore (Wisconsin)
Fennimore es una ciudad ubicada en el condado de Grant en el estado estadounidense de Wisconsin. En el Censo de 2010 tenía una población de 2497 habitantes y una densidad poblacional de 596,96 personas por km².

## Geografía
Fennimore se encuentra ubicada en las coordenadas 42°58′48″N 90°39′3″O / 42.98000, -90.65083. Según la Oficina del Censo de los Estados Unidos, Fennimore tiene una superficie total de 4.18 km², de la cual 4.18 km² corresponden a tierra firme y (0%) 0 km² es agua.

## Demografía
Según el censo de 2010, había 2497 personas residiendo en Fennimore. La densidad de población era de 596,96 hab./km². De los 2497 habitantes, Fennimore estaba compuesto por el 98.2% blancos, el 0.12% eran afroamericanos, el 0.4% eran amerindios, el 0.52% eran asiáticos, el 0% eran isleños del Pacífico, el 0.32% eran de otras razas y el 0.44% pertenecían a dos o más razas. Del total de la población el 1.24% eran hispanos o latinos de cualquier raza.